# Бірманська дорога

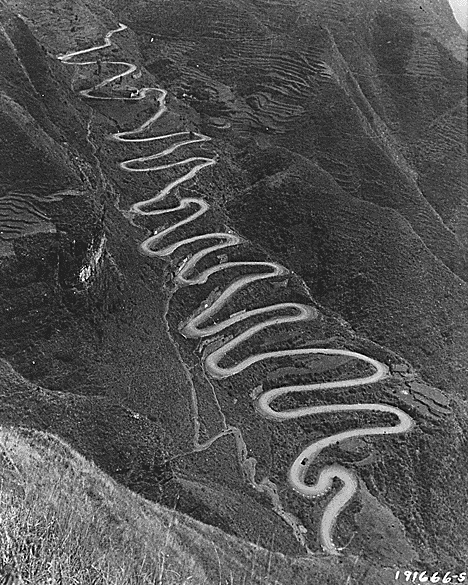
«Двадцять чотири повороти» (25.821725° пн. ш., 105,202600° сх. д.), які часто помилково приймають за сегмент Бірманської дороги, насправді знаходяться в окрузі Цінлун, провінція Гуйчжоу. Під час Другої японо-китайської війни західні вантажі, що перевозилися Бірманською дорогою, спочатку прибули до Куньміна, столиці провінції Юньнань, потім подорожували гірськими дорогами, такими як «24 повороти», проходячи через такі міста, як Гуйян, столиця Провінція Гуйчжоу, перш ніж продовжити рух до Чунціна.

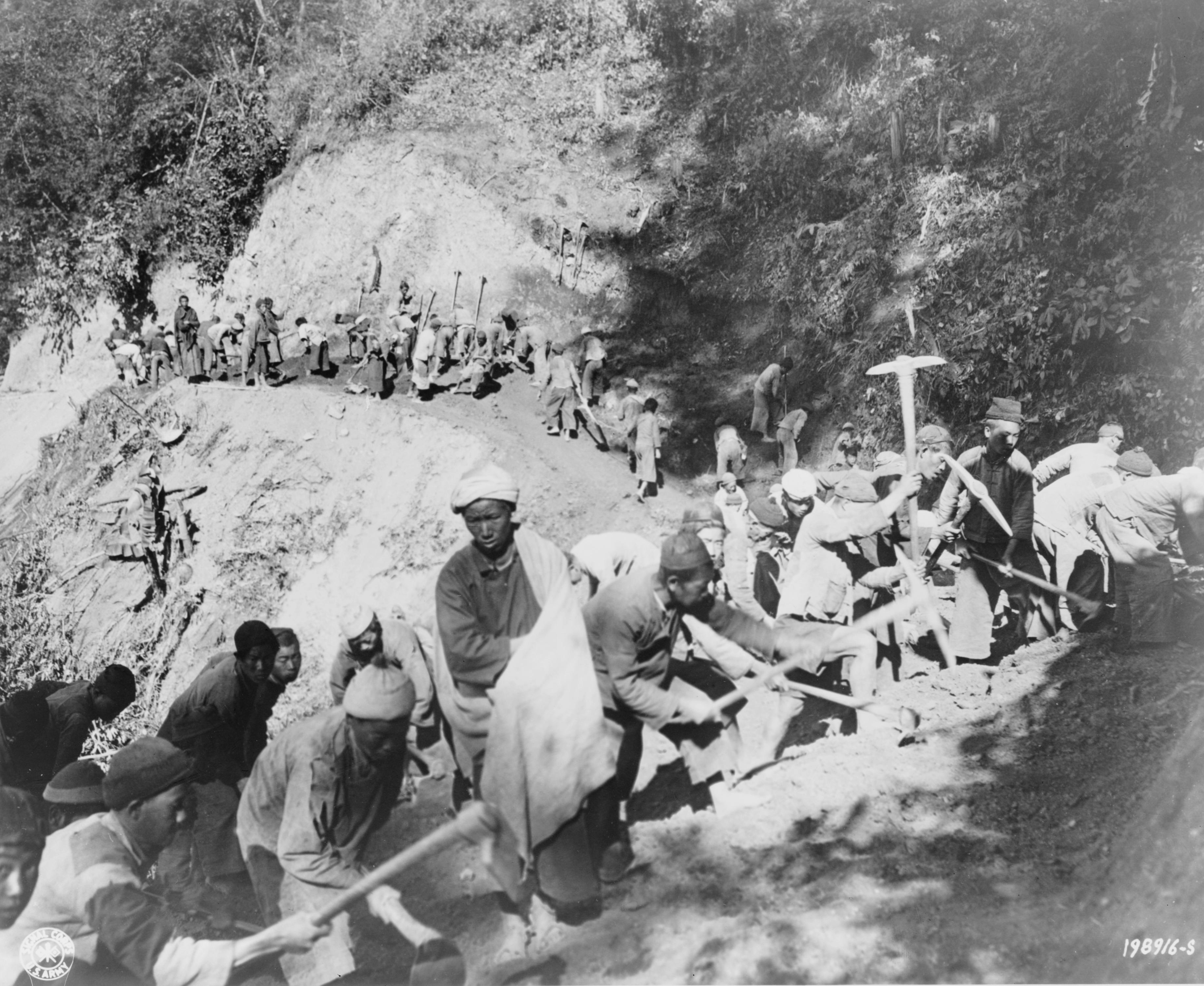
Бірманські та китайські робітники за допомогою ручних інструментів знову відкривають Бірманську дорогу в 1944 році

Бірманська дорога (англ. Burma Road, кит.: 滇缅公路) — дорога, що з'єднувала Бірму (нині відому як М'янма) з південно-західним Китаєм. Ця дорога мала термінали Лашіо, Бірма, на півдні та Куньмін, Китай, столиця провінції Юньнань на півночі. Дорога була побудована у 1937—1938 роках, коли Бірма була британською колонією, щоб під час Другої китайсько-японської війни транспортувати вантажі до Китаю. Запобігання потоку поставок по дорозі допомогло спонукати до окупації Бірми Японською імперією в 1942 році під час Другої світової війни. Використання дороги було відновлено союзниками в 1945 році після завершення будівництва дороги Ледо. Деякі частини старої дороги можна побачити й сьогодні.

## Історія
Дорога становить 717 миль (1 154 км) завдовжки і проходить по суворій гірській місцевості. Ділянки від Куньміна до кордону з Бірмою будували 200 000 бірманських і китайських робітників під час Другої японо-китайської війни з 1937 по 1938 рік, щоб обійти японську блокаду Китаю. Проект будівництва координував Чі-Пінг Чен.
Під час Другої світової війни союзники використовували Бірманську дорогу для транспортування матеріальних засобів для допомоги військовим зусиллям Китаю, особливо після того, як Китай втратив вихід до моря після втрати Нанніна в битві за Південний Гуансі. Поставки із Сан-Франциско, наприклад, приземлялися в Рангуні (тепер Янгон), переміщувалися залізницею до Лашіо, де в Бірмі починалася дорога. Крутими схилами вона вела до переходу в Китай через міст Вандінг. Китайська ділянка дороги тривала приблизно п'ятсот миль через сільську місцевість Юньнань, а потім закінчилася в Куньміні.
У липні 1940 року Велика Британія піддалася японському дипломатичному тиску і на три місяці закрила Бірманську дорогу.:299 1942 року японці захопили Бірму, перекривши Бірманську дорогу. Згодом союзники постачали Китай повітряним транспортом, перелітаючи «над горбом» з Індії, що спочатку виявилося смертельно небезпечним і жахливо неадекватним. Це змусило генерала армії США Джозефа Стілвелла нав'язливо прагнути до відновлення бірманської дороги.
Наприкінці 1944 року союзники відвоювали північну Бірму, що дозволило дорозі Ледо від Ледо, Ассам, з'єднатися зі старою Бірманською дорогою у Вандіні, провінція Юньнань. Цим шляхом перші вантажівки досягли китайського кордону 28 січня 1945 року. Перший конвой досяг Куньміна 4 лютого 1945 року.

## На Бірманській дорозі відбувається дія ряду фільмів
- «Бірманський конвой» (1941)
- «Янк на дорозі Бірми» (1942)
- «Бомби над Бірмою» (1942)
- «Мета, Бірма!» (1945)

Будівництво дороги також фігурує в «Битві за Китай» (1944), шостому фільмі Френка Капри із серії пропагандистських фільмів «Чому ми боремося».